# Houston Open 1971
Lo Houston Open 1971 è stato un torneo di tennis giocato sulla terra verde. È stata la 1ª edizione dello Houston Open, che fa parte del Pepsi-Cola Grand Prix 1971. Il torneo si è giocato a Houston negli USA, dal 19 al 25 aprile 1971.

## Campioni

### Singolare maschile
Cliff Richey ha battuto in finale  Clark Graebner con il punteggio di 6–1 6–2 6–2

### Doppio maschile
Milan Holeček /  Onny Parun hanno battuto in finale  Tom Edlefsen /  Frank Froehling con il punteggio di 1–6 7–6 6–4